# Резяну, Паул
Паул Резяну (рум. Paul Rezeanu; 9 ноября 1937, Бряза — 1 марта 2021, Бухарест) — румынский историк искусств и критик, эксперт по современному искусству, профессор Крайовского университета. Известен исследованиями творчества румынского скульптора Константина Бранкузи, трудившегося во Франции.

## Биография
Окончил в 1964 году исторический факультет Бухарестского университета. В 1976 году защитил докторскую диссертацию «Изящные искусства в Олтении (1821—1944)» и получил степень доктора философии по истории (специализация на истории искусств). В 1970 году он начал работу исследователем в III отделе истории искусств Румынской академии (филиале в Крайове). В том же году был назначен на должность директора художественного музея Крайовы, которую занимал до 2004 года, затем в 2004—2009 годах работал исследователем в музее, выйдя на пенсию 10 декабря 2009 года. 
Долгое время Резяну преподавал на богословском факультете Крайовского университета. Занимал должность лектора в 1994—1998 годах и профессора университета в 1998—2008 годах. Читал курсы лекций на тему истории искусств и истории и духовности Византии. С 1982 года он был членом Румынского союза художников, работал в отделе истории и критики. Был экспертом по современному румынскому искусству и членом ICOM-UNESCO в Париже.
Резяну организовывал выставки живописи американских и французских художников в музее, заручившись поддержкой Министерства культуры ещё социалистической Румынии. В 1976 году в Художественном музее Крайовы Резяну организовал выставку, приуроченную к 100-летию со дня рождения скульптора Константина Бранкузи: на ней были представлены все 22 произведения выдающегося скульптора. В 1990 году выступил куратором выставки «Бранкузи. Шедевры из румынских музеев в Нью-Йорке» в Галерее Гагосяна, а в 1995 году организовал выставку его работ в Париже и Филадельфии.
Опубликовал более 1000 научных работ, в том числе более 120 в специализированных научных журналах. Выступил автором и редактором 37 книг по истории и теории искусств, в том числе переиздававшейся неоднократно книги «История изящных искусств в Олтении» (рум. Istoria artelor plastice în Oltenia), а также автором 41 каталога выставок.

## Награды
- Офицер ордена «За заслуги перед культурой»[рум.] (февраль 2004)[2] — категория E «Национальное культурное наследие»[4]
- Лауреат премии Румынской академии за монографию «Константин Лекка» (2007)[5]
- Лауреат премии Pro-Victoria Arte фонда Марселя Гугуяну (1998)[2]
- Почётный гражданин Крайовы (2012)[2]

## Избранная библиография
- Artele plastice în Oltenia (1821–1944) (Scrisul Românesc, 1980)
- Ghidul Muzeului de Artă Craiova (in five editions, Meridiane, Arc 2000)
- Constantin Lecca (monograph, Meridiane, 1988, Arcade, 2005)
- Eustațiu Stoenescu (monograph, Meridiane, 1985, Arc 2000, 1998)
- Pictorul Stoica Dumitrescu (monograph, Meridiane, 1990)
- Craiova. Studii și cercetări de istorie și istoria artei (Helios, 1999)
- Brâncuși la Craiova (Arc 2000, 2001)
- Artiști plastici craioveni (Arc 2000, 2003)
- Craiova. Amintirile orașului (Alma, 2007)
- Sculptori puțin cunoscuți (Alma, 2007)
- Caricaturistul N.S. Petrescu — Găină (monograph, Alma, 2008)
- Pictori puțin cunoscuți (Alma, 2009)
- Istoria artelor plastice în Oltenia (Alma, vol. I, 2010; vol. II, 2013)
- Brâncuși. Tatăl nostru (monograph, Autograf, 2012)
- Brâncuși. Ultimul dac (Autograf, 2014)
- Brâncuși. The Man and His Artwork. Catalogue raisonné of the sculptures. (Monitorul Oficial R.A., 2019)